# Thomas Granger
Thomas Granger (lub Graunger) - ur. 1625(?), zm. 8 września 1642, mieszkaniec angielskiej kolonii Massachusetts Bay w Nowej Anglii, pierwsza osoba skazana na śmierć i stracona w tej kolonii i pierwszy (znany) małoletni stracony na terytorium dzisiejszych Stanów Zjednoczonych. 
Granger był służącym Love Brewster, mieszkanki Duxbury. W wieku 16 lub 17 lat został oskarżony o sodomię z udziałem klaczy, krowy, dwóch kóz, pięciu owiec, dwóch cielaków i indyka. Obciążały go zeznania nieznanego z nazwiska świadka. Granger przyznał się do popełnienia tych przestępstw i 7 września 1642 został skazany na karę śmierci. Stracono go następnego dnia. Wcześniej, zgodnie z nakazami Księgi Kapłańskiej (20:15), ubito na jego oczach wszystkie zwierzęta z którymi kopulował i zakopano.